# Cacia flavovariegata
Cacia flavovariegata là một loài bọ cánh cứng trong họ Cerambycidae.